# Esercito uruguaiano
L'Esercito Nazionale dell'Uruguay (in spagnolo Ejército Nacional de Uruguay) è la forza terrestre delle forze armate uruguaiane.

## Organizzazione
L'esercito uruguaiano è composto da circa 15 000 effettivi divisi in 4 divisioni. Il Comandante in capo risponde al Presidente della Repubblica.
- Divisione dell'Esercito I
  - Brigata di fanteria n° 1 "General Eugenio Garzón"
  - Battaglione di fanteria n° 1 "Florida"
  - Battaglione di fanteria meccanizzata n° 2 "Resistencia"
  - Gruppo meccanizzato di squadroni di cavalleria n° 1
  - Brigata di cavalleria n° 3
  - Reggimento meccanizzato di cavalleria n° 4 e Centro de Instrucción de Blindados y Mecanizados para el Arma de Caballería
  - Battaglione di fanteria meccanizzata n° 3 "24 de abril"
  - Reggimento meccanizzato di cavalleria n° 6 "Tte. Cnel. Atanasildo Suárez"
  - Gruppo di artiglieria 105 mm n° 1 "Brig. Gral. Manuel Oribe"
  - Battaglione del genio n° 1 "Gral. de Div. Roberto P. Riverós"
- Divisione dell'Esercito II
  - Brigata di fanteria n° 2 "Gral. José de san Martín"
  - Battaglione di fanteria meccanizzata n° 4 "Oriental"
  - Battaglione di fanteria n° 5 "Asencio"
  - Battaglione di fanteria meccanizzata n° 6 "Capitán Manuel Artigas"
  - Brigata di fanteria n° 5
  - Battaglione di fanteria blindata n° 13
  - Battaglione di fanteria meccanizzata n° 15
  - Reggimento di cavalleria blindata n° 2 "Tte. Gral. Pablo Galarza"
  - Squadrone "Sarandí del Yí"
  - Gruppo di artiglieria (AP) 122 mm n° 2 "Éxodo del pueblo oriental"
  - Battaglione del genio n° 2 "Sarandí"
- Divisione dell'Esercito III
  - Brigata di fanteria n° 3 "Protector de los pueblos libres"
  - Battaglione di fanteria n° 7 "Ituzaingó"
  - Battaglione di fanteria meccanizzata n° 8 "Gral. Leandro Gómez"
  - Battaglione di fanteria meccanizzata n° 9 "Rincón"
  - Brigata di cavalleria n° 1
  - Reggimento meccanizzato di cavalleria n° 3 "Brig. Gral. Fructuoso Rivera"
  - Squadrone "Vichadero"
  - Reggimento blindato di cavalleria n° 5 "Misiones"
  - Reggimento meccanizzato di cavalleria n° 10 "Guayabos"
  - Squadrone "Bella Unión"
  - Gruppo di artiglieria 105 mm n° 3 "Las Piedras"
  - Battaglione del genio n° 3 "Charrúa"
- Divisione dell'Esercito IV
  - Brigata di fanteria n° 4
  - Battaglione di fanteria meccanizzata n° 10 "Treinta y tres orientales"
  - Battaglione di fanteria n° 11 "Brig. Gral. Juan A. Lavalleja"
  - Battaglione di fanteria meccanizzata n° 12 "Gral. Leonardo Olivera"
  - Brigata di cavalleria n° 2
  - Reggimento meccanizzato di cavalleria n° 7 "Gral. Aparicio Saravia"
  - Reggimento blindato di cavalleria n° 8 "Patria"
  - Distaccamento "Aceguá"
  - Reggimento meccanizzato di cavalleria n° 9 "Dragones Libertadores"
  - Gruppo di artiglieria 105 mm n° 4 "Cruzada libertadora de 1825"
  - Battaglione del genio n° 4 "Gral. Celestino Bové"

- Riserva generale dell'esercito
  - Battaglione di fanteria paracadutista n° 14 e Centro de Instrucción de Paracaidistas y Operaciones Especiales del Ejército
  - Reggimento di cavalleria n° 1 "Blandengues de Artigas"
  - Artiglieria dell'esercito e Centro de Instrucción de Artillería de Campaña y Antiaérea
  - Gruppo di artiglieria n° 5
  - Gruppo di artiglieria di difesa antiaerea n° 1
  - Brigata del genio n° 1 e scuola del genio
  - Battaglione del genio delle costruzioni n° 5
  - Battaglione del genio n° 6 "Ansina"
  - Brigata comunicazioni n° 1
  - Battaglione comunicazioni n° "Libertad o muerte"
  - Battaglione comunicazioni n° 2 "Jura de la Constitución"

## Equipaggiamento

### Armi individuali
| Modello                               | Immagine | Tipo                           | Calibro                | Origine                   | Note    |
| Pistole                               | Pistole  | Pistole                        | Pistole                | Pistole                   | Pistole |
| ------------------------------------- | -------- | ------------------------------ | ---------------------- | ------------------------- | ------- |
| Colt M1911                            |          | Pistola semiautomatica         | .45 ACP                | Stati Uniti               | [ 3 ]   |
| Browning HP                           |          | Pistola semiautomatica         | 9 × 19 mm Parabellum   | Belgio Argentina          | [ 4 ]   |
| Glock 17                              |          | Pistola semiautomatica         | 9 × 19 mm Parabellum   | Austria                   | [ 5 ]   |
| Heckler & Koch P2000                  |          | Pistola semiautomatica         | 9 × 19 mm Parabellum   | Germania                  | [ 4 ]   |
| Heckler & Koch P30                    |          | Pistola semiautomatica         | 9 × 19 mm Parabellum   | Germania                  | [ 6 ]   |
| Pistole mitragliatrici                |          |                                |                        |                           |         |
| FMK-3                                 |          | Pistola mitragliatrice         | 9 × 19 mm Parabellum   | Argentina                 |         |
| Heckler & Koch MP5                    |          | Pistola mitragliatrice         | 9 × 19 mm Parabellum   | Germania                  | [ 6 ]   |
| Heckler & Koch UMP                    |          | Pistola mitragliatrice         | .45 ACP                | Germania                  | [ 6 ]   |
| Heckler & Koch MP7                    |          | Personal Defense Weapon        | 4,6 × 30 mm            | Germania                  |         |
| Fucili a canna liscia                 |          |                                |                        |                           |         |
| Remington 870                         |          | Fucile a pompa                 | Calibro 12             | Stati Uniti               | [ 7 ]   |
| Fucili d'assalto                      |          |                                |                        |                           |         |
| AK-101                                |          | Fucile d'assalto               | 5,56 × 45 mm NATO      | Russia                    | [ 8 ]   |
| AK-102                                |          | Carabina                       | 5,56 × 45 mm NATO      | Russia                    | [ 6 ]   |
| Steyr AUG                             |          | Fucile d'assalto               | 5,56 × 45 mm NATO      | Austria                   | [ 3 ]   |
| Heckler & Koch G36                    |          | Fucile d'assalto               | 5,56 × 45 mm NATO      | Germania                  | [ 6 ]   |
| Fucili da battaglia                   |          |                                |                        |                           |         |
| FN FAL                                |          | Fucile da battaglia            | 7,62 × 51 mm NATO      | Belgio Argentina          | [ 9 ]   |
| Mitragliatrici                        |          |                                |                        |                           |         |
| FN MAG                                |          | Mitragliatrice ad uso generale | 7,62 × 51 mm NATO      | Belgio                    | [ 6 ]   |
| Rheinmetall MG 3                      |          | Mitragliatrice ad uso generale | 7,62 × 51 mm NATO      | Germania                  | [ 10 ]  |
| Browning M1919                        |          | Mitragliatrice media           | 7,62 × 51 mm NATO      | Belgio                    |         |
| Browning M2                           |          | Mitragliatrice pesante         | 12,7 × 99 mm NATO      | Stati Uniti               |         |
| Fucili di precisione                  |          |                                |                        |                           |         |
| Accuracy International Arctic Warfare |          | Fucile di precisione           | 7,62 × 51 mm NATO      | Regno Unito               |         |
| CZ 550                                |          | Fucile di precisione           | 7,62 × 51 mm NATO      | Rep. Ceca                 | [ 11 ]  |
| Steyr SSG 04                          |          | Fucile di precisione           | .300 Winchester Magnum | Austria                   |         |
| Steyr SSG 69                          |          | Fucile di precisione           | 7,62 × 51 mm NATO      | Austria                   |         |
| Heckler & Koch MSG90                  |          | Fucile di precisione           | 7,62 × 51 mm NATO      | Germania                  | [ 6 ]   |
| Accuracy International AWM            |          | Fucile di precisione           | .300 Winchester Magnum | Regno Unito               | [ 6 ]   |
| Barrett M82                           |          | Fucile anti-materiale          | 12,7 × 99 mm NATO      | Stati Uniti               | [ 6 ]   |
| Peregrino SF50                        |          | Fucile anti-materiale          | 12,7 × 99 mm NATO      | Uruguay                   | [ 6 ]   |
| Steyr HS .50                          |          | Fucile anti-materiale          | 12,7 × 99 mm NATO      | Austria                   | [ 6 ]   |
| McMillan Tac-50                       |          | Fucile anti-materiale          | 12,7 × 99 mm NATO      | Stati Uniti               |         |
| Lanciagranate                         |          |                                |                        |                           |         |
| GP-30                                 |          | Lanciagranate                  | 40 mm                  | Unione Sovietica          | [ 8 ]   |
| Heckler & Koch HK69A1                 |          | Lanciagranate                  | 40 mm                  | Germania                  |         |
| CIS 40 AGL                            |          | Lanciagranate automatico       | 40 mm                  | Singapore                 |         |
| Lanciarazzi                           |          |                                |                        |                           |         |
| RPG-7                                 |          | Lanciarazzi anticarro          | 40 mm                  | Unione Sovietica Bulgaria | [ 12 ]  |

### Artiglieria
| Modello                | Immagine  | Calibro   | Origine          | In servizio | Note                                       |
| Semoventi              | Semoventi | Semoventi | Semoventi        | Semoventi   | Semoventi                                  |
| ---------------------- | --------- | --------- | ---------------- | ----------- | ------------------------------------------ |
| M108                   |           | 105 mm    | Stati Uniti      | 10          | 10 donati dal Brasile nel 2022.            |
| 2S1 Gvozdika           |           | 122 mm    | Unione Sovietica | 6           | 6 ricevuti dalla Repubblica Ceca nel 1998. |
| Obici                  |           |           |                  |             |                                            |
| 105 mm M101            |           | 105 mm    | Stati Uniti      | ~60         |                                            |
| 105 mm M102            |           | 105 mm    | Stati Uniti      | 8           |                                            |
| M114A2                 |           | 155 mm    | Stati Uniti      | 8           | Ricevuti dalla Corea del Sud nel 1981.     |
| Lanciarazzi multipli   |           |           |                  |             |                                            |
| RM-70                  |           | 122 mm    | Rep. Ceca        | 4           |                                            |
| Mortai                 |           |           |                  |             |                                            |
| ECIA L-65/60           |           | 60 mm     | Spagna           | 30          |                                            |
| ECIA L-65/81           |           | 81 mm     | Spagna           | 220         |                                            |
| ECIA L-65/120          |           | 120 mm    | Spagna           | 110         |                                            |
| Cannoni senza rinculo  |           |           |                  |             |                                            |
| M40A1                  |           | 106 mm    | Stati Uniti      |             | [ 17 ]                                     |
| Artiglieria contraerea |           |           |                  |             |                                            |
| M167 VADS              |           | 20 mm     | Stati Uniti      | 6           |                                            |
| TCM-20                 |           | 20 mm     | Israele          | 9           |                                            |

### Veicoli
| Modello                                 | Immagine     | Tipo                          | Origine                  | In servizio  | Note |
| Carri armati                            | Carri armati | Carri armati                  | Carri armati             | Carri armati | Carri armati |
| --------------------------------------- | ------------ | ----------------------------- | ------------------------ | ------------ | --- |
| M41 Walker Bulldog                      |              | Carro armato leggero          | Stati Uniti              | 47           | 22 M41UR acquistati negli anni '80 e 25 M41C donati dal Brasile nel 2018.                                              |
| Tiran-5                                 |              | Carro armato da combattimento | Unione Sovietica Israele | 15?          | 15 acquistati da Israele nel 1997 e consegnati nello stesso anno. La loro operatività non è nota.                      |
| Veicoli da ricognizione                 |              |                               |                          |              | |
| EE-3 Jararaca                           |              | Veicolo da ricognizione       | Brasile                  | 16           | |
| EE-9 Cascavel                           |              | Veicolo da ricognizione       | Brasile                  | 15           | |
| Veicoli da combattimento della fanteria |              |                               |                          |              | |
| BMP-1                                   |              | IFV                           | Unione Sovietica         | 15           | 10 acquistati dalla Repubblica Ceca nel 1995 e consegnati nel 1996, altri 5 acquistati nel 1996 e consegnati nel 1998. |
| Veicoli trasporto truppe                |              |                               |                          |              | |
| M113                                    |              | APC                           | Stati Uniti              | 23           | 15 ricevuti tra il 1969 e il 1971, altri 9 consegnati nel 2009.                                                        |
| MT-LB                                   |              | APC                           | Unione Sovietica         | 3            | 3 ricevuti dalla Repubblica Ceca nel 1998.                                                                             |
| Rheinmetall Condor                      |              | APC                           | Germania                 | 55           | Consegnati a partire dall'inizio degli anni '80.                                                                       |
| AVGP                                    |              | APC                           | Svizzera Canada          | 147          | |
| GAZ Vodnik                              |              | APC                           | Russia                   | 48           | 48 consegnati dalla Russia nel 2006 come pagamento di debiti.                                                          |
| EE-11 Urutu                             |              | APC                           | Brasile                  | 11           | 11 donati dal Brasile nel 2022.                                                                                        |
| Katmerciler Hızır                       |              | IMV                           | Turchia                  | 1            | 1 acquistato nel 2021 per essere usato nell'UNDOF.                                                                     |
| Katmerciler Khan                        |              | IMV                           | Turchia                  | 1            | 1 acquistato nel 2021 per essere usato nell'UNDOF.                                                                     |
| Veicoli per usi speciali                |              |                               |                          |              | |
| Husky                                   |              | Veicolo del genio             | Svizzera Canada          | 5            | |
| M113                                    |              | Veicolo corazzato da recupero | Stati Uniti              | 1            | |
| Veicoli utility                         |              |                               |                          |              | |
| Land Rover Defender VLR                 |              | Veicolo tattico leggero       | Regno Unito              |              | |
| Land Rover Defender                     |              | Automobile                    | Regno Unito              |              | [ 28 ] |
| Jeep J8                                 |              | Automobile                    | Stati Uniti              |              | [ 28 ] |
| Autocarri                               |              |                               |                          |              | |
| Ural-4320                               |              | Autocarro                     | Unione Sovietica         |              | [ 29 ] |
| YAZ 2300                                |              | Autocarro                     | Paesi Bassi              |              | |
| Tatra 815                               |              | Autocarro                     | Rep. Ceca                |              | [ 11 ] |

### Missili
| Modello           | Immagine          | Tipo                | Origine           | Note              |
| Missili anticarro | Missili anticarro | Missili anticarro   | Missili anticarro | Missili anticarro |
| ----------------- | ----------------- | ------------------- | ----------------- | ----------------- |
| MILAN             |                   | Missile filoguidato | Francia Germania  | [ 30 ]            |